# Nocrich
Nocrich (deutsch oder siebenbürgisch-sächsisch Leschkirch, ungarisch Újegyház) ist eine Gemeinde im Kreis Sibiu in der Region Siebenbürgen in Rumänien.

## Lage
Nocrich liegt im Harbachtal an der Kreisstraße (drum județean) DJ 106 und an einer Schmalspurbahn, welche die 32 Kilometer entfernte Kreishauptstadt Sibiu (Hermannstadt) und die 28 Kilometer entfernte Stadt Agnita (Agnetheln) verbinden. Auf der Wusch, wie die Bahn liebevoll genannt wird, ruht allerdings der Verkehr.
Zur Gemeinde Nocrich gehören die fünf Ortschaften: Nocrich, Fofeldea (Hochfeld), Ghijasa de Jos (Untergesäß), Hosman (Holzmengen) und Țichindeal (Ziegenthal).

## Bevölkerung
In der Gesamtgemeinde Nocrich bezeichneten sich im Jahr 2002 von damals 2.641 Einwohnern 2.430 als Rumänen, 195 als Roma, acht als Ungarn und sieben als Deutsche. Die höchste Bevölkerungsanzahl der Rumäniendeutschen (1.382) wurde auf dem Gebiet der Gemeinde 1941 gezählt. Im Dorf Nocrich selbst lebten 2002 insgesamt 1.174 Menschen, davon 1.116 Rumänen, drei Roma, drei Ungarn, ein Deutscher und ein Lipowaner.

## Sehenswürdigkeiten

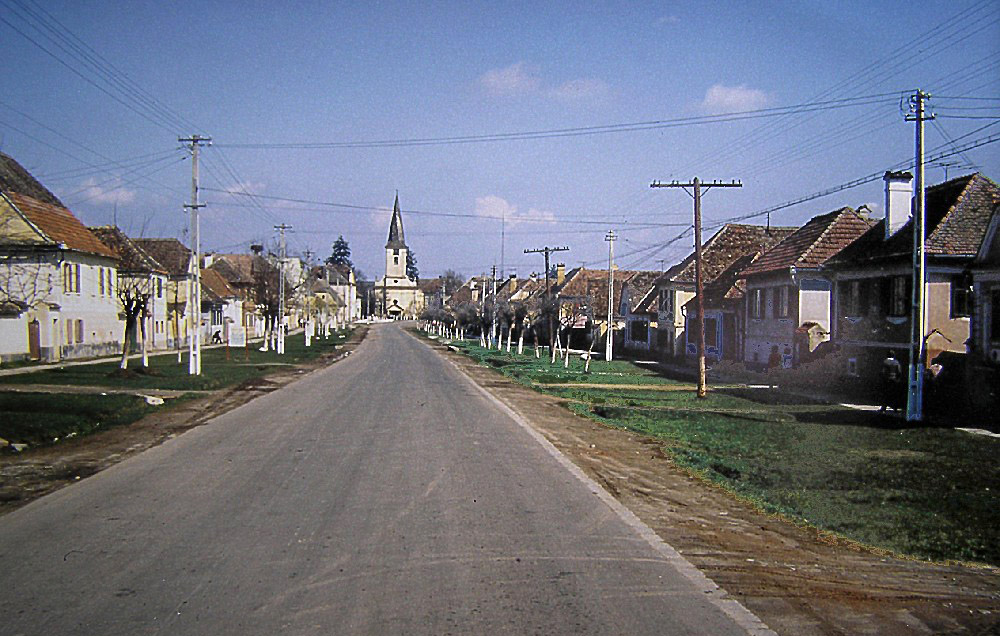
Straße in Nocrich (Leschkirch)

- Die evangelische Kirchenburg Leschkirch ist eine mittelalterliche Befestigungsanlagen, von der noch vier Basteien und eine Wehrmauer erhalten sind. Im Mittelpunkt stand eine romanische Basilika aus dem 13. Jahrhundert, die auf Anweisung von Samuel von Brukenthals abgerissen wurde, um auf ihrem Grund von 1803 bis 1806 eine neue Kirche zu bauen.
- Das evangelisches Pfarrhaus wurde von 1796 bis 1798 erbaut und ist als historisches Denkmal erhalten.
- Die orthodoxe Kirche des Heiligen Vasile steht in der zu Nocrich gehörenden Ortschaft Fofeldea. Zwischen 1975 und 1978 wurde sie restauriert. Die Innenmalerei stammt von den Brüdern Grecu aus Săsăuș.
- Die evangelische Kirchenburg Holzmengen wurde im 13. Jahrhundert erbaut. Im 18. Jahrhundert wurde sie zu einer barocken Hallenkirche umgebaut. Die ursprüngliche Burg bestand aus zwei Ringmauern und sechs Türmen. Mitte der 1990er-Jahre wurde die Kirchenburg restauriert (Näheres dazu im Spezialartikel über die Kirchenburg).
- Die orthodoxe Kirche der Ehrwürdigen Paraschiva in Țichindeal wurde im Jahr 1791 erbaut und ist als historisches Denkmal erhalten. Die Innenmalerei stammt auch hier von den Brüdern Grecu.

## Bilder der evangelischen Kirche in Nocrich

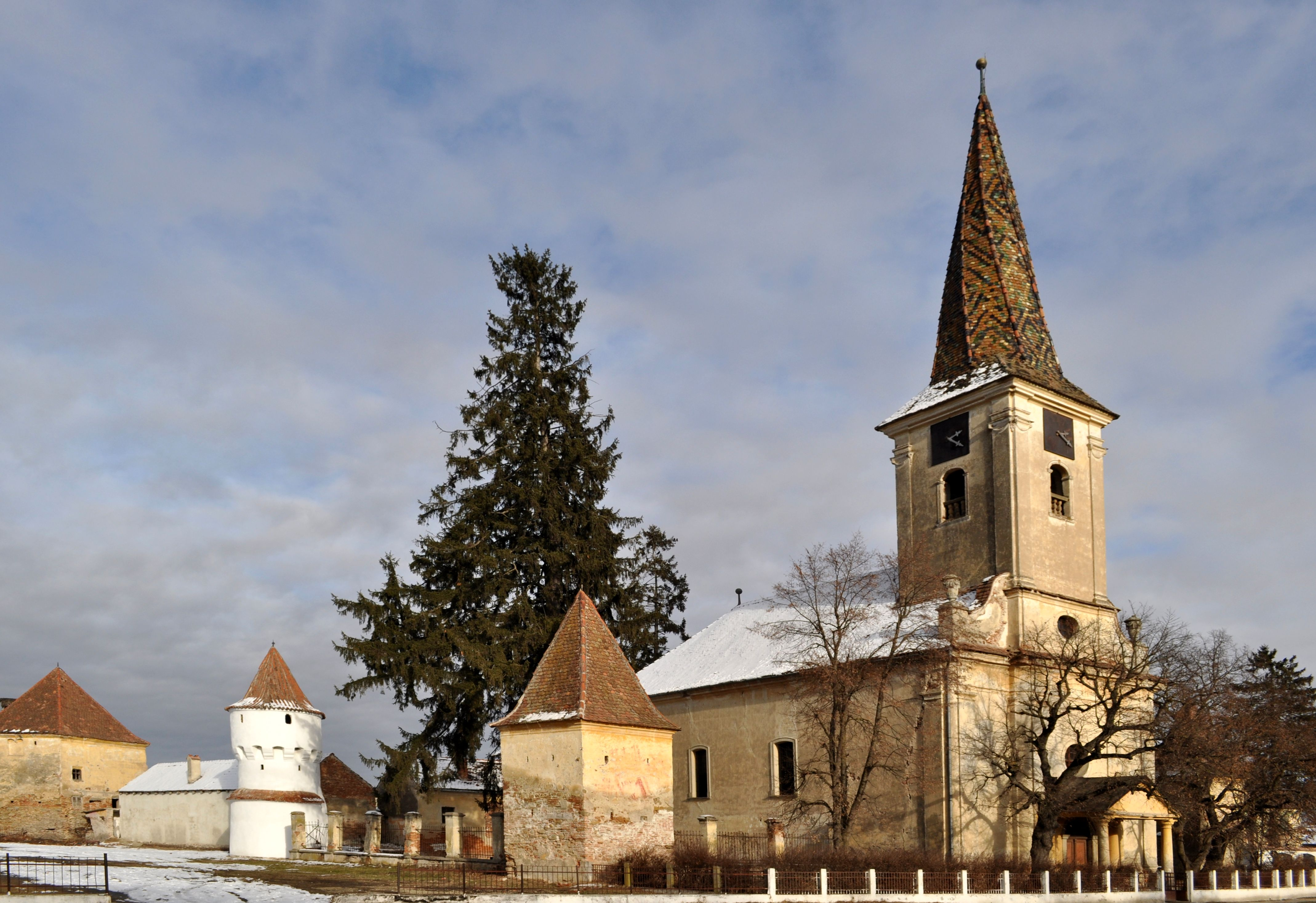
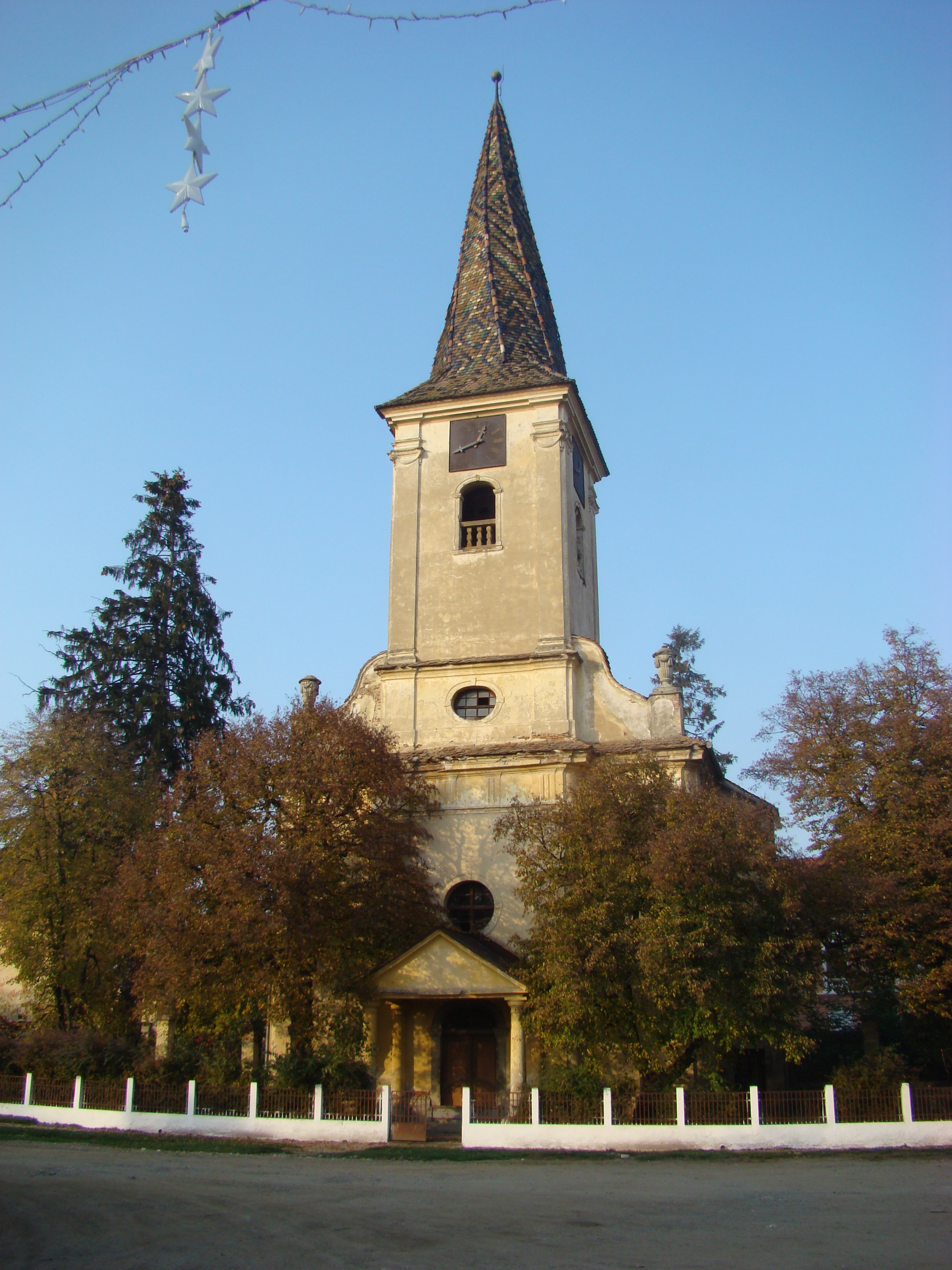
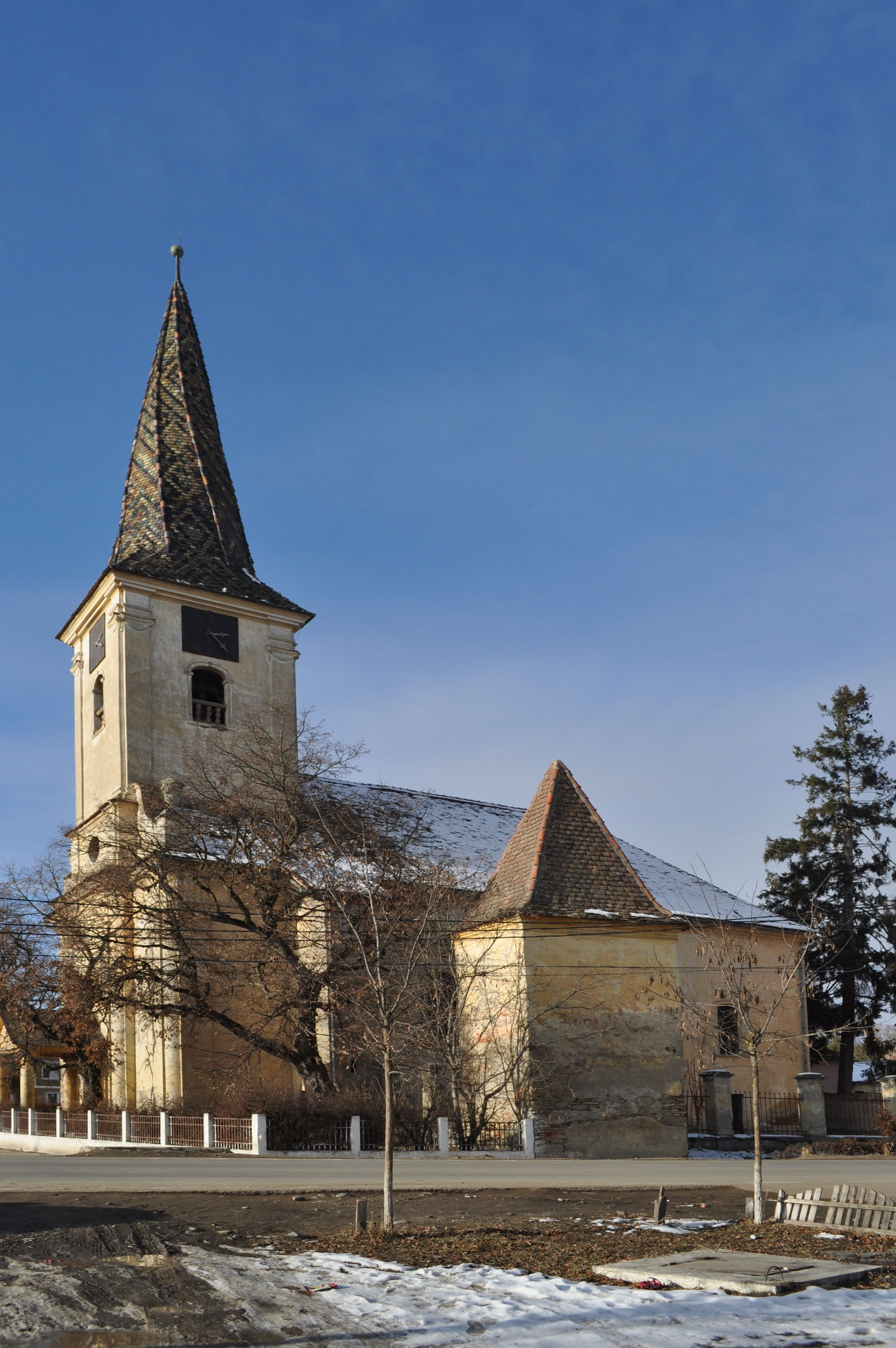
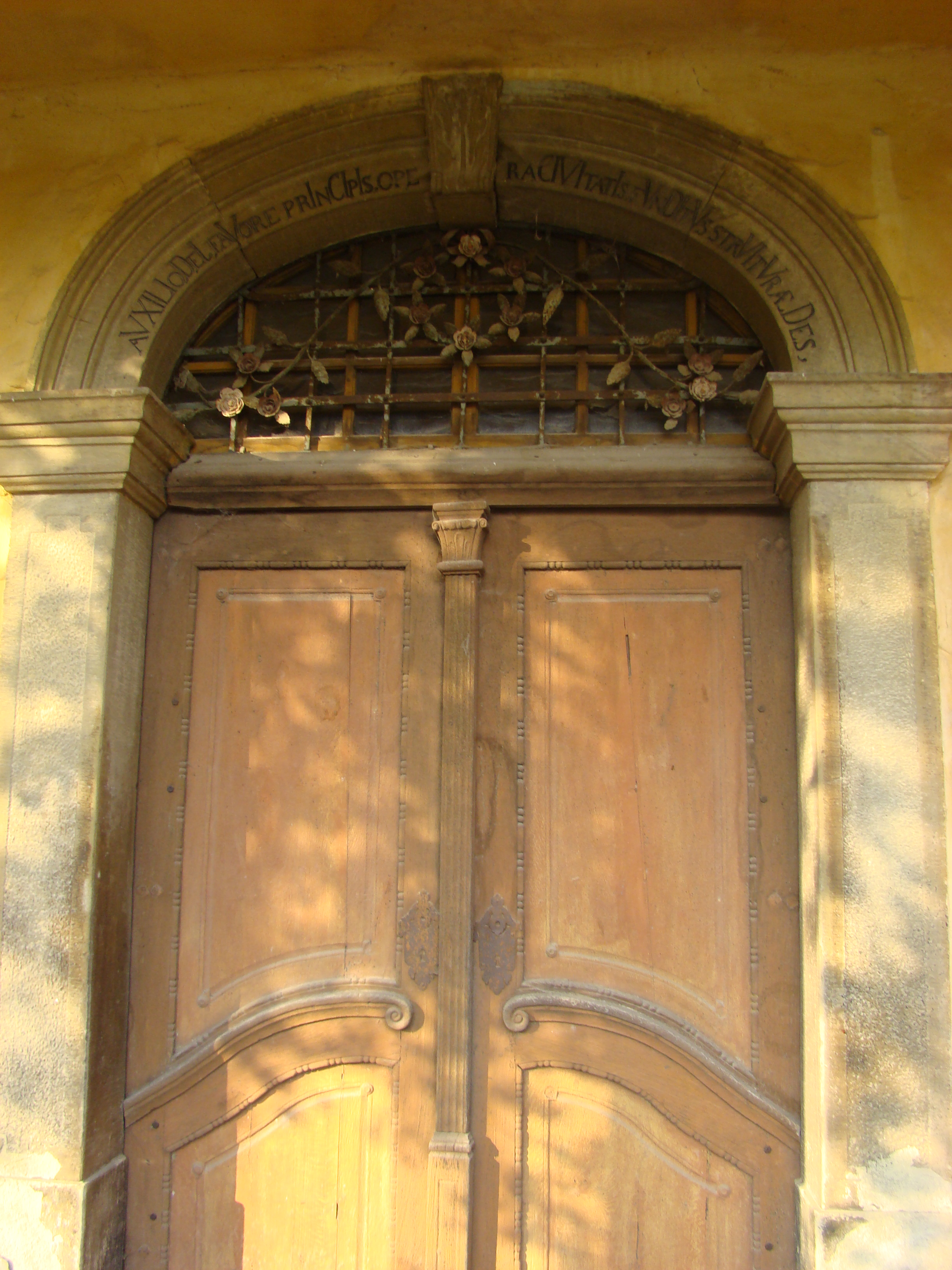

## Persönlichkeiten
- Samuel von Brukenthal (1721–1803), Gouverneur in Siebenbürgen
- August Treboniu Laurian (1810–1881), Historiker und Publizist, stammte aus Fofeldea[4]
- Samuel Dörr (1824–1911), Abgeordneter zum Ungarischen Reichstag
- Carl Eduard Conrad (1830–1906), Politiker, Abgeordneter des königlichen ungarischen Reichstags in Budapest, königlicher Notar in Kronstadt/Brașov
- Gustav Adolph Conrad (1841–1903), Forstwissenschaftler, Natur- und Heimatkundler und Begründer der siebenbürgischen Forstwissenschaft